# جیمز کیرنز (بازیکن فوتبال)
جیمز کیرنز (انگلیسی: James Cairns; ۱ ژانویهٔ ۱۸۷۲ – تاریخ ورودی نامعتبر است) بازیکن فوتبال بود.
از باشگاه‌هایی که در آن بازی کرده‌است می‌توان به باشگاه فوتبال منچستر سیتی و باشگاه فوتبال منچستر یونایتد اشاره کرد.